# 苏军驻旅大部队
苏军驻旅大部队是1945年驻1955年苏军在中国东北旅大地区的驻军。由第39集团军司令统一领导指挥旅大地区的苏联空军、防空部队与旅顺海军基地。

## 历史

### 签署《中苏友好同盟条约》
1945年8月14日中华民国与苏联在莫斯科签署《中苏友好同盟条约》。旅顺口作为纯粹的海军基地，仅由中苏两国舰船使用，为期30年；海军基地设立中苏军事委员会进行管理，委员会由2名中国代表和3名苏联代表组成，苏联为主，中国为副；旅顺地区的民事行政权力属中国，但人员任免须征得苏联军事当局同意；大连为自由港，对各国贸易及航运开放；大连行政权属中国，但如发生对日作战，则受该区域所设定之军事统制；大连港口的工事及一半设备无偿租与苏联，为期30年。

### 苏军进驻旅大
1945年5月1日苏联第39集团军（司令伊万·伊里奇·柳德尼科夫上将，副司令格奥尔基·基里洛维奇·科兹洛夫中将（即高兹洛夫），军事委员会委员博伊科少将，参谋长摩西·伊萨科维奇·西米诺夫斯基少将，炮兵司令尤里·帕夫洛维奇·巴扎诺夫炮兵中将，后勤部长帕升科夫斯基少将）从波罗的海因斯特堡地区调入大本营预备队，然后调入蒙古人民共和国，1945年6月20日编入马利诺夫斯基元帅的外贝加尔方面军。第39集团军以6个步兵师、1个坦克师、2个坦克旅向索伦进攻；在哈勒欣河东岸步兵第94军的2个步兵师作为辅助突击干扰海拉尔-索伦日军的协同。第39集团军共有262辆坦克、133门自行火炮。
1945年8月，苏联最高统帅部下达命令：准备两栖登陆突击作战，配合近卫坦克第6集团军部队进占大连港和旅顺港、辽东半岛。太平洋舰队航空兵第117团在符拉迪沃斯托克附近的苏霍多尔湾接受了空降运输训练。
1945年8月8日，苏联对日本宣战。8月9日零时5分，外贝加尔方面军、远东第一方面军、远东第二方面军与太平洋舰队、阿穆尔河区舰队在4000多公里的战线上对日军展开军事行动。第39集团军攻占了索伦、王爷庙、白城子、开通、四平街（巴扎诺夫中将兼任城防司令）。马利诺夫斯基元帅指令第39集团军迅速进驻中国东北南部的沈阳、营口、安东。8月31日尼古拉·尼古拉耶维奇·奥列舍夫中将指挥的步兵第113军的先遣队进驻营口。
1945年8月18日，大连伪商会会长张本政和大地主兼资本家邵慎亭等人成立了“大连地方自卫委员会”(“自卫会”很快改为“大连地方治安维持会”)。苏军进驻旅大的第二天，张本政等便拜见苏军警备区司令官，提出要协助苏军维持地方治安，得到苏军的许可，并从苏军那里领取了枪支。
8月22日，阿列克谢·亚历山德罗维奇·亚马诺夫少将也率956名空降兵乘坐海军航空兵第117团的27架水上飞机从符拉迪沃斯托克起飞，在大连海域降落，乘橡皮筏上岸，占领了一个造船厂、一个干船坞（修理船只的结构）、储存设施。亚马诺夫本人因此被授予二级库图佐夫勋章。8月31日亚马诺夫被任命为大连市与大连港警备司令。后由高宇洛夫中将接替
8月22日下午15点苏联外贝加尔方面军副司令弗拉基米尔·德米特里耶维奇·伊万诺夫中将、侦察部门负责人鲍里斯·利哈乔夫率205名空降兵乘10架飞机从奉天起飞，在旅顺口土城子机场着陆，并就任旅顺警备司令。日军驻旅顺守备司令官小林海军中将向苏军投降，驻旅顺日军武装被苏军解除。当天下午，一批苏军乘火车抵达金县石河驿。8月22日，近卫坦克第6集团军先遣部队进驻锦州。
1945年日本投降后，8月22日中共中央电示山东分局：

“(苏联)红军占领满洲，红军在满洲的政策尚未完全明了、我为迅速争取控制满洲起见，你们应即抽谓大批干部在红军占领旅顺、大连之后，穿便衣到满洲去，进行建立地方党、地方政权、发动与组织群众、出版报纸等工作。如果红军能允许山东八路军部队进入满洲（先去交涉），肃清散敌与汉奸，则应从山东抽调部队用东北义勇军名义进入满洲。到满洲工作的干部和部队，均应在红军所能允许的范围内进行工作。” 

山东分局指令胶东区党委派人带小股部队渡海到辽东先遣侦察。中共七大代表，胶东区委原常委吕其恩与柳运光受中共中央城工部派遣赴东北开展工作，二人从延安返回胶东准备渡海进入东北。8月26日胶东区党委派出原区委组织部长吕志恒（即吕其恩）、原区委统战部长柳运光、区委联络部长邹大鹏、胶东行署公安局长兼区委城工部长于克、区委联络部科长陈云涛等携带电台，率领东海军分区独立团两个排约80人的武装，组成“挺进东北先遣支队”，吕其恩任司令，邹大鹏任政委，于克任副司令，柳运光任政治部主任，共110余人。9月1日，先遣支队派吕赛率领一个排渡海，结果吕赛被大连苏军扣押。9月5日晨先遣支队乘2艘机帆船渡海，6日晚抵达庄河县王家岛灯塔山，8日20时乘汽轮抵达庄河县搭拉腰子上岸，以“东北军第五十一军挺进东北先遣支队”名义于9日拂晓进驻庄河县城。吕其恩进入大连与苏军联络，9月10日电报胶东区委“苏军只控制大城市，对八路军在乡村的活动不干涉，八路军可以在城市里以非武装组织的形式活动”并转报中央。9月11日中央致电八路军山东军区：“据胶东区党委派人在大连侦察，我党我军目前在东北极好发展。为利用目前国民党及其军队尚未到达东北以前的时机，迅速发展我之力量，争取我在东北巩固地位，决定从山东抽调4个师12个团共2.5万至3万人，分散从海路进入东北，并派山东军区政治部主任萧华前去统一指挥。”“一律不事声张，不再八路军名义，而用东北义勇军及东北其他地方军队名义，首先进驻乡村、小城市及红军尚未占领之中等城市和交通线，发动群众壮大力量，建立地方政权，改编伪军，组织地方武装，协助红军建立民主秩序。对红军亦不用八路军及党的名义进行正式交涉（非正式交涉是可以的），而用地方军及群众面目与红军交涉。此外，另派城市工作干部到东北红军占领的各大城市及交通要道，组织群众团体，改善人民生活，出版报纸，发动民主运动。上述任务，望以极大注意去进行”。9月17日，陈云涛与李光奉命带领一支部队由庄河西进，当天进驻了城子坦，以辽东人民自治军的名义接收了城子坦地方维持会，建立了城子坦区人民政府。18日，接收了貔子窝，摧毁了日伪残余势力。貔子窝地区当时的情况非常混乱，日伪警察、汉奸、国民党特务、土匪到处横行。为了维持社会秩序，他召集貔子窝地区商会、地方维持会头头开会，宣布：限三日内解散地方维持会及其保安队，将枪支、弹药全部上缴辽东人民自治军司令部，违者依法惩处。并张贴布告，广为传播，使大批枪支、弹药和各种战刀等被上缴到辽东人民自治军。1945年9月25日，在貔子窝小学操场召开群众大会，新金县民主政府成立，陈云涛任新金县第一任共产党县长，并在县民主政府成立大会上宣读了《施政纲要》。宣布立即废除敌伪统治时期的会村屯统治机构；严惩一切罪大恶极的汉奸、特务、与日伪勾结欺压百姓的恶霸地主；肃清土匪，保卫人民；发展生产，兴办教育；保障人民生命财产安全及言论、出版、集会、结社、信仰、居住之自由权等。10月4日，普兰店地方维持会会长薛彗堂、保安队长陈光甫等人拒绝陈云涛派去的2名代表接管普兰店地方维持会，并在普兰店北街设下埋伏，准备伏击共军。陈云涛为避免武装冲突，遂带领部队于10月5日傍晚绕道长山寺、华家屯从普兰店南开进街里，并与普兰店苏军警备司令部取得联系。在苏军的协助下，陈云涛以人民自治军司令员的身份，带领自治军大队长李光、政委刘戈（赵恩光）、副政委孙悌清与普兰店维持会谈判，迫使该会解散，保安队交出武器，服从共军改编，没费一枪一弹，顺利接管了普兰店，成立了普兰店特别区公署。10月7日继续向瓦房店前进，用相同方式于10月8日把瓦房店日伪军警全部缴械，解散了“复县地方治安维持会”。10月10日，陈云涛派刘戈接管金县未成，但从金县苏军秘密要来了92式步兵炮、掷弹筒、轻重机枪、步枪等武器5000多件与大量弹药。
8月23日苏军解除了1万名日本陆海军武装；释放了大约100名在押犯人。8月23日苏军在旅顺降下日本国旗，举行升起苏联国旗典礼。
8月23日中共大连“抗盟”分会的张世兰、张寿山等共产党员，连夜赶写欢迎苏联红军，庆祝解放的标语，贴遍大连市各交通要道。8月26日，大连地方党组织又召开全体党员大会，决定组织武装，配合苏军维持社会秩序。9月2日。由原大连中华工学会副委员长唐韵超等人发起，召开了有52个大型厂矿工人代表参加的会议，成立了总工会筹备委员会，后改称为大连职工总会。在不长的时间里大连职工总会发展会员2万多人，建立了700多人的护厂队，有效地维护了各个厂区的生产秩序。
8月24日，近卫坦克第6集团军的首批坦克部队抵达旅大地区。第39集团军坦克第61师阿基洛夫中校的一个支队攻占了大石桥关东军第17方面军司令部。在奉天和大连，大批美国士兵和军官被苏联军队从日本俘虏中解救出来。
8月25日，由太平洋舰队海军航空兵副司令叶夫根尼·尼古拉耶维奇·普列奥布拉任斯基中将率领6艘水上飞机运来了海军265人在旅顺港空降。
8月底苏军进驻旅大地区的兵力约一万余人。   
8月31日，马利诺夫斯基元帅指令伊万·伊里奇·柳德尼科夫上将率领第39集团军2个步兵军、1个机械化军及配属部队进驻旅顺口。9月1日，柳德尼科夫上将率领第39集团军作战指挥组飞抵旅顺。 
1945年9月9日中共北海地委根据胶东区党委的指示，派遣长山列岛特区工委书记兼武装大队政委郭壮和地工干部王泽民，带领14名武装战士，携带胶东军区司令员孙端夫、政委刘浩天致苏军司令部的信件，由砣矶岛乘木船首批前往旅大。经交涉取得苏军的信任，确认小分队是中共的部队后，苏军同意他们留在旅顺发动群众，开辟工作。
9月13日，东北抗联教导旅的董崇彬中尉、刘玉泉少尉、季喜林少尉、李绍刚少尉、王福少尉、于庆兰少尉、董金山少尉7人工作组进抵大连。董崇彬被任命为沙河口区苏军警备司令部副司令，王福、李绍刚为副官；任命刘玉泉为甘井子区苏军警备司令部副司令，于庆兰为副官；任命季喜林为西岗区苏军警备司令部副司令，董金山为副官。随同苏军来大连的还有苏军少校身份的刘亚楼(化名王松)。1945年11月15日,工作组接周保中命令撤回长春，董崇彬先后担任德惠县卫戍副司令、公主岭市公安局局长。
1945年9月20日，胶东区党委组织部、敌工部派遣一批干部去辽西开展工作，因在海上遇风，其中1艘船与领船失掉联系，漂流到旅顺双岛湾，船上53名干部于9月21日登陆。姜文阁队长、王世明指导员为代表去旅顺与苏军司令部联系。苏军代表表示给予解决所提要求外，并表示希望留下8个人，在旅顺工作。商定留在旅顺的有姜文阁、王世明、于亮、苏菲、孙明斋、单文华等8人，其余同志继续去辽西。留在旅顺工作的同志立即深入群众中，通过与工人、进步知识分子的广泛接触，了解情况，发动群众，整顿和健全民众联合会组织，很快打开了工作局面。苏军对此十分满意。苏军提议要他们尽快地组建旅顺市政府，维护社会秩序，组织群众，发展生产，共同建设和巩固旅顺海军根据地。经在旅顺工作的20余名同志商定，向苏军推荐王世明为市长，苏方提议由旅顺社会上层代表人物陈民立为副市长。经过筹备， 1945年11月25日，旅顺市政府正式宣告成立。1945年10月，王泽民回胶东向区党委汇报工作。胶东区党委研究决定组建中共旅顺市工作委员会，隶属于胶东区党委、北海地委领导。调北海地委城工部吴善昌来旅顺任工委书记，于亮、郭壮为工委委员。随同吴善昌来旅顺工作的还有沈西牧等40多名干部，在双岛湾登陆后，经苏军审查，确认是我党派来旅顺的干部，当即表示欢迎他们来旅顺工作。11月初，旅顺市工委正式开始工作。根据形势和工作需要，又增加了王世明、王泽民为工委委员，工委对外以“旅顺市民主建设训练处” 和旅顺市民众联合会为掩护开展党的各项工作。1945年11月，北海地委调地委秘书室主任杨希萍来旅顺任工委宣传部部长兼《民众报》社长。1945年底，大连市委又派延安来的王其人等同志来旅顺工作，并改旅顺工委为旅顺市委。原工委书记吴善昌调任旅大地委组织部干部科副科长，王其人任旅顺市委书记。
9月28日，苏联太平洋舰队部分军舰开入旅顺口，齐帕诺维奇海军少将任旅顺口海军基地司令官。
1946年4月苏军从中国东北撤军回国后，在旅大地区驻军为：
- 第39集团军
  - 司令伊万·伊里奇·柳德尼科夫上将
  - 参谋长： 格里高利·尼基福罗维奇·佩列克列斯托夫（俄语：Перекрестов, Григорий Никифорович）少将
  - 军事委员：伊万·普罗科菲耶维奇·康诺夫（俄语：Коннов, Иван Прокофьевич）中将
  - 政治部主任：尼基塔·斯捷潘诺维奇·德明（俄语：Дёмин, Никита Степанович）上校
  - 炮兵司令： 尤里·帕夫洛维奇·巴扎诺夫（俄语：Бажанов, Юрий Павлович）炮兵中将
  - 民事副司令：格列科夫上校（В. А. Греков）
  - 步兵第113军
    - 步兵第262师：1946年底撤编
    - 步兵第338师：1946年底撤编
    - 步兵第358师：1946年底撤编

  - 近卫步兵第5军
    - 近卫步兵第17师
    - 近卫步兵第19师
    - 近卫步兵第91师：1946年夏改编为近卫第25机炮师。

  - 机械化第7师（英语：7th Mechanized Corps (Soviet Union)）
  - “里加-兴安”近卫突破炮兵第6师
  - 高射炮兵第14师
  - 加农炮兵第139旅
  - 第150筑垒地域
  - 从近卫第6坦克集团军调来的新乌克兰-兴安第7师
- 轰炸航空兵第7军：军长西多·瓦西里耶维奇·斯留萨列夫（俄语：Слюсарев, Сидор Васильевич）。1949年1月改编为混合航空第83军。1950年1月尤里·鲍里索维奇·雷卡乔夫（俄语：Рыкачёв, Юрий Борисович）少将继任军长。
  - 强击航空兵第134师（前248师）：1950年9月撤回国，改隶属滨海军区空军第54军。
  - 歼击航空兵第153师（前245师）：1951年1月调防萨哈林岛。
  - 轰炸航空兵第194师（前179师) ：1950年9月改编为太平洋舰队水鱼雷轰炸航空兵第589师。所属近卫轰炸航空第10、近卫轰炸航空第114、轰炸航空第860团分别改编为海军近卫水鱼雷轰炸航空第1534、第1535、水鱼雷轰炸航空第929团。
  - 轰炸航空兵第228师（前113师)
  - 第97空军基地
- 防空第55军
  - 辖防空歼击航空兵第37、113、149师，高射炮兵第52师（1950年调上海防空作战）。
- 旅顺海军基地：司令瓦西里·安德烈耶维奇·齐帕诺维奇（俄语：Ципанович, Василий Андреевич）海军中将

1946年底步兵第262、338、358师撤编，人员转入近卫第25机炮师。

### 国共战争中的旅大地区
苏军根据苏联同中国国民政府签订的《中苏友好同盟条约》，进驻旅大并实行军管，在各区、县设有警备司令，东北抗联干部担任各警备司令部副司令。苏联驻军在大连设民政局，专职懂中文的苏联军官与地方党政领导经常联络。
1945年8月27日，斯大林对美国驻苏联大使哈里曼说：“希望中国政府近期派遣中国军队到满洲，从俄国人手中接管治安和对日本破坏者的防范。”哈里曼认为这证明了斯大林和宋子文的协议红军在3个月内撤出满洲，并把这消息转告美国驻华大使馆建议中国政府立即把苏联撤军和部署中国军队的计划联系起来考虑。蒋介石通过魏德迈与美海军作战部联系，“急切地希望提供船只把中国的几个师从广州运到大连”。9月10日宋子文拜访了代理国务卿艾奇逊，说“12月份以前不能把中国军队运送到满洲显然是太晚了”，“如果在俄国人撤退时满洲没有国民政府的军队，中共的军队就可能进入那个地区。”9月10日哈里曼通报中共军队进入东北地区，这令蒋介石更为急迫，9月11日发电报督促宋子文“国军急待运送东北各省接防，如照月前运输计划，须待十二月初方能开始运输，如此则俄必借口我军届期未到，彼因急欲撤兵，对东北防务不能负责，因此可让共党战领东北，此为最险之事，希速即向美政府切实商洽，务于本月内先拨给若干船舶，以供东北军队运输之用为要。”9月12日，代理国务卿艾奇逊向杜鲁门总统提交了《运送中国军队到满洲》的备忘录。9月15日，美军参谋长联席会议在李海的压力下作出决定援蒋运兵。9月18日，杜鲁门总统书面答复艾奇逊，西太平洋的美国海军有足够的船只按照魏德迈规定的日期和港口运送前往满洲的中国军队。
1945年8月30日，国民政府军事委员会委员长蒋介石向国防最高委员会提出《收复东北各省处理办法纲要》，派熊式辉为军事委员会委员长东北行营主任，蒋经国为国民政府外交部驻东北特派员，张嘉璈（张公权）为东北行营经济委员会主任委员。9月初，国民政府任命沈怡为大连市长，在重庆、上海设立大连市政府办事处。。9月，国民党东北党务专员罗大愚先后从长春派遣2批人到大连。第一批戚作臣、刘志霖、文纪玉、潘宝泰、王凤桐于9月上旬，由长春第十八区党部书记汪渔洋带领来到大连。经罗委任，组成了国民党大连市党部，书记长汪渔洋，活动地址设在大连地方治安维持委员会3楼(原关东贸易联合会，今中山区七一街1号)。第二批刘世德、汪逢玺于9月26日，由长春市党部第三组织科派来大连，分别任市党部社会科长、宣传科长。市党部初期活动主要是吸收党员、张贴标语、搜集情报等。他们借助国民党政府与苏联政府签订的《中苏友好同盟条约》，向驻大连苏军当局登记并要求公开活动。经苏军大连警备司令官同意，10月1日在大连地方治安维持会楼上（现今的天津路小学）由汪渔洋主持举行国民党大连市党部公开典礼，并挂出了中国国民党大连市党部的招牌，取得了合法地位。时仅5天，苏军当局就发现了他们进行反苏反共宣传，蛊惑群众的行径，于10月5日将登记备案的汪渔洋、戚作臣、刘志霖、文纪玉、潘宝泰、王凤桐等6人，传去大连苏军警备司令部，当即拘押，并于12月25日遣送回长春。10月间，三青团大连分团成立，代理书记接桂乔，发展为13个区队637人。10月6日，由长春来的国民党督导员张振作，在西岗“四合成”(商号)开会，决定将国民党市党部转入地下，由执委接馨庭任代理书记长。“将登记党员，依照地下工作原则加以整编，加强训练发展党员，以待汪渔洋等释放听受指示”。 刘世德、汪逢玺为躲避逮捕，于10月下旬返回长春。罗大愚要求：必须继续从事地下工作，由殷明春来连领导，殷为代理书记长。12月20日汪逢玺从奉天(今沈阳)来连，带来罗大愚建立地下武装的命令。  1946年1月初，汪逢玺派刘治扑到奉天报告建军成功，请求给他委任。罗大愚以军事委员会委员长东北行营辽宁先遣军总司令部名义，委任汪逢玺为先遣军第四独立团团长。汪以市党部骨干力量为基础，网罗敌伪残余社会渣滓，在不足20天的时间，纠合成立了第四独立团，汪为团长，隋云崶(关东州厅特高刑事)为副团长，亦称司令、副司令，共有“800人左右”，“都有枪支”，“都是‘治安队”，从大连延伸至旅顺、普兰店。市党部第四独立团还采取募捐、敲诈等手段，捐款18.5万元，其中7万元为其党务所用，余11.5万元用于建军。根据缴获敌人的名册，国民党大连市党部共有地下党员860名，其中区分部执委以上的骨干分子165名，地下武装有800名左右，排以上的骨干分子约有60～70人。为了实现其“翻底”策略，有的钻进了政权机关，甚至钻到公安机关内部，窃居要职，掌握武装。据当时统计：已打入内部的有175人。1946年1月26日被大连市公安总局破获。
1945年9月11日在伦敦召开的五国外长会议，苏联建议由美苏中英四国代表组成拥有实权的对日管制委员会，遭到美国反对，美国独占日本，使得苏联在远东构建安全缓冲带的计划失败，与此同时美国军队于9月11日在青岛登陆、9月30日于天津登录、10月1日在秦皇岛登陆，迅速在中国部署驻扎了12万美军，形成了对辽东半岛的包围、威慑态势。苏联只能放弃参加对日管制，退一步在旅大强化军事存在。
1945年10月1日，苏联驻华大使彼德罗夫照会行政院长宋子文：

一、苏联统帅部业已开始将苏联军队自东三省部分撤退。

二、苏联主力将于本年是月下半月自东三省开始撤退，以便于本年十一月底撤退完毕。

三、苏联政府已派马利诺夫斯基元帅为全权代表，进行关于苏军自东三省撤退问题之谈判。马林诺夫斯基元帅预备于本年十月十日至十五日与中国统帅部关于该项问题所适当派定之全权代表等在长春晤会。

中华民国外交部于10月1日照会苏联驻华大使：“查中国方面之第十三军部队，现已定于本月十日前后，自九龙乘美国船只，由海道前往大连登陆。为此照会贵大使，请烦查照，转电苏联政府，令饬该区苏联部队司令官知照为荷。”10月3日外交部次长甘乃光会晤苏联驻华大使彼德罗夫，通知“东北行营主任熊式辉可于本月十日左右到长春，并请苏联军队俟我方军队到达东九省接防时，逐步撤退。”10月5日，苏联外交副人民委员洛佐夫斯基邀请中国驻苏大使傅秉常谈话，对“中国方面没有同苏联方面商量这个问题”十分怨恨。10月6日苏联驻华大使彼德罗夫拜访外交部次长甘乃光，声明“根据中苏条约的规定，大连是商务港口，是运输货物而不是运输军队的地方。苏联政府坚决反对大连有任何部队，因为这违背中苏条约的规定。”参加会谈的外交部次长刘锴反驳：大连也有苏联的军队。与此同时，苏联外交副人民委员洛佐夫斯基会见中国驻苏大使傅秉常，陈述了相同的说法。10月9日，外交部长王世杰亲自邀请苏联驻华大使彼德罗夫会谈，表示中国政府同意经大连港进口的苏联货物免关税，指派苏联公民担任大连港负责人，港口设施租借给苏联使用，以换取苏联允许中国军队经大连港登陆进入东北。但遭到彼德罗夫严词拒绝。
10月10日9时东北行营主任熊式辉、外交部东北外交特派员蒋经国、东北行营经济委员会主任委员张嘉璈、东北行营政治委员会委员莫德惠由重庆动身飞赴长春，下午15时抵北平，留平二晚。10月12日晨10时半离平，下午15时飞抵长春，苏联驻军副参谋长巴佛洛夫斯基中将到机场迎接，下榻伪满大臣丁鑑修的宅邸。10月13日向苏联驻军总司令马利诺夫斯基元帅提出海运国军部队在大连、营口、安东、葫芦岛登陆，马利诺夫斯基答复“大连登陆问题应由两国政府间解决”，并建议国军“应循由铁道运入东北”。10月15日苏联驻华大使彼德罗夫书面照会外交部次长甘乃光反对国军在大连登陆。10月16日蒋介石电示熊式辉、张嘉璈“一面仍交涉由大连登陆，一面准备陆运，积极恢复北宁路为首要工作”。10月17日，熊式辉、张嘉璈、蒋经国三人第二次拜访马利诺夫斯基元帅，向苏方提出11月初2个军在大连登陆，另2个军由山海关陆运开入东北；空运若干宪兵、警察派驻各大城市；由行营派员赴各地，将反正的伪满军改编若干保安队；行营拟先派员视察主要城市，作接收前之必要准备，希望苏方予以便利及协助。10月18日，蒋介石亲自会见苏联驻华大使彼德罗夫，请对方尽快向苏联政府和斯大林转达他积极解决大连港的请求。10月20日，蒋介石电何应钦，军队“仍准备在大量登陆”。10月19日熊式辉第三次见马利诺夫斯基元帅，马利诺夫斯基建议熊式辉亲自返渝面陈苏方意见，以便将中央军队运来东北问题早日解决。此后军事由东北行营副参谋长与苏军驻东北部队司令部副参谋长接洽，10月20日国民政府军事代表团团长、东北行营副参谋长董彦平向苏联驻东北军队副参谋长巴甫洛夫斯基中将会见时提出军队在大连登陆、设立空军航空站、派大连市接收委员王洽民赴当地视察的要求。10月21日巴甫洛夫斯基中将答复：大连在中苏友好协定中规定为自由商港，如允许我军登陆，即是违反协定；根据同样理由，大连设航空站亦不能同意；派往大连之军事人员，难予同意；改编反正伪满军队，无法同意。借用军服，亦无法允办；营口、葫芦岛可以登陆。安东在11月上半月可以登陆，并可在苏军未撤退前开始；奉天、长春、哈尔浜三处航空站，可在苏军撤退前二三日设立。10月21日，熊式辉返渝向蒋介石、宋子文汇报交涉经过，与此同时蒋经国把董彦平的交涉结果电示“苏方坚拒我军在大量登陆”。10月23日蒋介石、熊式辉召见苏联驻华大使彼德罗夫，彼德罗夫明告：“斯大林以大连为一商埠，如贵军在大连登陆，无异破坏同盟条约。”10月24日因国民党吉林省党部发行的《光复报》登载斯大林因健康关系不能问政，所有行政悉交莫洛托夫掌管，苏军搜查了在长春的吉林省党部和中央党部特派员办公室，带走了党部工作人员和党部所有卷宗，并通知东北行营派往各地的调查人员均不能去。10月25日吉林省党部人员被苏军释放，苏方警告党部人员：“此次事故系因未得苏军司令部同意即印发宣传文字、违反条例。此后党部须停止一切活动。”苏军告东北行营杨作人秘书：行营欲派往各地调查人员，及往奉山路调查路务人员，因治安关系均不能去。10月25日，外交部长王世杰向苏联驻华大使彼德罗夫声明：“由于直到目前为止，对于中国政府排往东北三省的军队准备在大连港登陆的问题，在中苏之间还没有达成一致意见，自然，就此问题的谈判需要继续进行。外交部已经与各军事机关约定：在中苏之间没有就此问题达成一致之前，我们的军队暂时不在大连港登陆。”10月26日，熊式辉由重庆飞抵长春，给蒋经国、张嘉璈、董彦平带去了蒋介石的手令：国军选择铁道运输，同时在葫芦岛、营口登陆。同日董彦平向苏联驻东北军队副参谋长巴甫洛夫斯基通报了蒋介石的手令内容：借用美国运输舰运送国军在营口、葫芦岛登陆；自10月27日起，借用美国侦察机开始空中侦察以明了两港设备状况。10月27日运载国军之运输舰开抵葫芦岛，岸上有共军射击，致未能登陆，运输舰退回待命。10月最后一周，美海军运输舰在舰长西脱尔指挥下，未经苏方允许在大连港登陆。张嘉璈分析此事：“马林诺夫斯基一再提及美军舰驶入大连港，及舰长登陆之事，可见其对于我方借助美国力量，运送军队进入东北不满。更显见苏联不愿见美国势力侵入东北。”10月28日外交特派员蒋经国往晤苏军政治顾问，告以行营方面，以增进中苏邦交为职志，苏方所告种种反苏宣传与行动，必系汉奸与日人所挑拨，极愿共同努力消除之；请苏方随时以消息见告；附带告以蒋委员长已有电令，东北党务由行营指挥监督，如有不服从中央政策，及有反苏行为者，即解送中央；如有不服从中央之党部，一概停止活动。10月29日下午31时熊式辉第四次往晤马林诺夫斯基，告以自重庆归时蒋委员长嘱为致意。马林诺夫斯基表示感谢，答复熊提出各项问题，并声明在渠职权范围以内者，可明确答复：
1. 大连登陆问题：已得政府训令，不希望中国军队在该地登陆。因遵照中苏协定，苏联认为大连乃一完全商务的自由港，不应充作军用。故不论中苏军队，均不许通过或登陆。最近发现大连航线有美国军舰行驶入港，并有军舰人员登陆，其舰长为西脱尔。苏方极为惊讶！认为有碍中苏邦交。因无论港内或航线上，均不应有任何国军舰。
2. 营口、葫芦岛登陆一节：苏方早已声明不反对。苏军在二地无驻军，不干涉国共之间内政。
3. 中国方面要求在锦州以南指定地区驻兵一节：锦州以南任何地区，中国军队均可驻扎。苏联在锦州城内之军队，11月10日，如数撤退。在此以前，不希望中国军队进入锦州城。苏方未尝不想派锦州苏联部队到葫芦岛，使中国军队安全登陆，但部队数目太小，不足保证安全。
4. 中国方面希望苏方在营口、锦州供给铁路车头车辆一节：今日不能答复。希望中国方面从天津多运车头车辆出关。
5. 中国方面希望改编苏军驻地的地方保安部队一节：苏方不希望在苏军未撤退以前，有此举动。因若改编，所留者无非原来伪满队伍 。此种分子实不可靠。
6. 中国方面所提拟用飞机运送先遣部队至长春、奉天一节：苏政府并不反对，唯要求在苏军撤退前三天降落。至于地面上一切工作，可由苏联空运航空站员负责。
7. 中国方面要求苏联及外蒙古军队退出察哈尔及热河一节：张家口以北之苏联部队，决定经察哈尔往北撤退，蒙古军队亦同时撤退。
8. 所询旅顺委员会及旅顺市长人选以及划界一节：旅顺军港不属渠管辖范围之内，请向莫斯科交涉。划界自必照协定办理。
9. 所询行政人员往各地接收一节：查行营送来之东北行政机构及人员名单，已报告莫斯科，尚无回音，敢信无阻碍。
10. 承告国民党行动一节：查国民党在长春有许多组织。有说真的，有说假的，究竟谁真谁假，无从分晓。苏军只有一条件，即不许有反苏行动与宣传。岂知此种行动与宣传，仍在继续进行之中。此次搜查党部，查出武器及各种文件，乃知系有计划之行动。苏方被牺牲者，已有二百余人。最近每日晚间，均有袭击红军之情事。因此，不能不采严厉之手段。如再有此种情事，当采取更严厉之处置。而查获之反苏分子，其中并无日人，乃为满州国之官吏与解散之兵士。最近尚有拆毁铁路、击毁火车情事。此种情形，必有一中心机关发动指使，颇有利用行营威权，广播其势力之嫌疑。最近又发现在粮食包内隐藏火药。因此苏军照军事协定第一条规定，执行其军事时代之权力，已令饬地区司令部严厉执行。岂知长春方面之反苏行动，尚在积极化。最近有中苏友好协会之组织，其中心人物为无党无派分子。某日，在警察分局内为人打死。故决定将市长及公安局长一并撤换。

10月29日苏方将长春市公安局长赵万斌免职，易以共产分子张庆和。10月29日东北保安司令长官杜聿明中将飞抵长春，与东北行营熊式辉主任商军队登陆计划。11月4日下午，蒋经国往晤苏军政治顾问，苏方称：“营口发见有大批第八路军，苏方驻营口军队不多，无法抵抗，故在撤退中。”“各地陆续发见反苏运动之组织，故行营欲改编反正队伍一节，无法同意。”11月5日下午31时，熊式辉、蒋经国、张嘉璈第五次去见马林诺夫斯基，对方称：营口发现八路军系来自关内，经锦州而入营口，为数甚众，且曾经抗日作战者。故苏军无法缴彼等之械；留驻营口之少数苏军，只好为八路军逼走；葫芦岛之苏方少数部队，亦为八路军逼走；苏军若欲采取行动，必须调回军队，以致延缓撤兵期限，此为苏军所不愿为；“苏方不干涉”在营口、葫芦岛的国共军事冲突；行政人员可前往各省接收，但只能利用当地警察，不能改编伪满军队，以免收容亲日分子；各地方邮电机构亦可接收，唯长春伪机构尚不能接收；铁路尚在苏军统一军运组织之下，不能接收；国军尽可空运来东北，不反对借用美国飞机运输，但美方空运人员不能在地面工作。11月7日熊式辉、蒋经国、张嘉璈、董彦平往苏军驻长总司令部参加马林诺夫斯基元帅的十月革命28周年招待会，熊式辉致答词：“苏联不特第一国家放弃治外法权，亦系第一国家帮助中国抗战，再加以中苏友好协定之缔结，中国政府与人民之感激，固不待言。此次马元帅在东北之使命，更有重大之历史意义。”11月8日蒋介石召集决策圈高层商谈东北问题，王世杰反对撤回东北行营，蒋介石决定先电令熊式辉回渝汇报。11月9日张嘉璈到中长铁路长春路局开始办公。11月9日下午17时，熊式辉招待苏方马元帅及空军元帅与参谋长暨红军军官等三十人，国方陪客三十人，先由熊式辉致词，马元帅答词，嗣张嘉璈起立致词。11月10日熊式辉飞重庆汇报；董彦平副参谋长与巴佛洛夫斯基中将副参谋长接洽空运部队，决定自11月17日起先在沈阳降落，自11月20日起在长春降落，沈长两机场之地上勤务及警备均由苏方负责，苏方并准备在两地划出地区以备空运部队驻扎，在沈阳以11月20日为限，长春以11月23日为限，此后即归国方负责。1945年11月11日（另说为8日）下午14点，在苏联红军谢德林少校的陪同下，刘居英走进长春市政府大楼（现中共长春市委办公楼）接任长春市长，曹肇元交出图章、人员名单、金库存款单，又交出八百零几元的滿洲國貨幣，刘居英一一签收，但对维持会图章没有接收。。长春市公安局公安总队第一大队大队长吴树勋亦解职，易以共产党员贺炎藩。11月12日从万毅的东北挺进纵队调来的山东八路军进入长春市区与机场周边。11月12日熊式辉向蒋介石汇报共产党军队已经进入长春市区。11月13日王世杰约见苏联驻华大使，称中共军队进入营口、长春使国军接收不可能。11月14日蒋介石决定撤回东北行营。11月15日王世杰找回苏联大使馆，将召回东北行营，并通报给美、英使馆以取得支持。11月15日，国军第十三军、第五十二军从秦皇岛猛攻山海关，16日攻占山海关，25日攻占锦州。11月15日下午16时半，蒋经国约张嘉璈到外交特派员公署通知：行营奉命移驻山海关，其所有人员一律空运山海关；留一军事代表团随同苏军总司部进止以保持联系；以董彦平副参谋长彦平为军事代表团团长，胡世杰为团员。当夜22时，董彦平副参谋长约晤巴佛洛夫斯基中将通告撤退日期。11月16日上午10时，张嘉璈召集东北行营所属全体接收人员，宣布撤退命令：“奉委员长命令，本行营暂撤退至北平待命。” 16日，长春市公安局撤换原派守卫行营之警察，易以武装警察。11月17日，东北行营160余人乘3架飞机离开长春。11月17日苏联驻华大使照会外交部：中国政府军队无阻碍在长春及沈阳降落，苏军将予应有之协助；苏军严守中苏条约，对于东三省之共产党过去未曾予以任何协助，现在亦然，其撤退区内之共产活动，乃由中央政权未树立之故。如中国政府希望苏军缓撤，可延缓一月或二月。11月18日蒋介石召集军政高层商讨东北问题及对苏政策，王世杰主张苏军缓撤1个月得到会议同意。11月19日苏军通知东北局：中长铁路及沿线城市必须交给国军，红军驻军之处不许共军与国军交战，共军必须退出铁路沿线数公里之外以便国军接收。11月19日驻长春苏军城防司令卡尔洛夫中将召集新闻记者，宣布宣传方针：不许反对国民政府、反对蒋委员长、反对中苏友好、反对英美盟邦，以及刺激国共关系；只许解释中苏友好条约之精神，及苏联解放东北之意义；街上所贴之诋毁中央各项标语，一律撕下，而易以拥护联合政府及国际合作之标语。11月19日中长铁路护路总队长孙九思，被长春市公安局长张庆和撤换为于天放。11月19日，国民政府外交部复苏联驻华大使照会：苏军须负责解除长春、沈阳市区及其飞机场附近非政府承认之各种武装部队，并允中国运送飞机地面工作人员，先到长春、沈阳指挥飞机起降；中方如须利用北宁铁路及各港口，须予以可能之便利；对我接收工作人员，予以道义及物质的协助，并协助该项人员等赴各地筹组团警；以上如经苏方同意，则苏军撤退时间可延长一个月。11月20日苏联驻华大使复外交部19日照会：苏政府已指示空军司令部，采取必要办法，保证中国军队无阻碍在长春及沈阳降落；中国方面派地面工作人员至长春及沈阳飞机场，照料中国军队之来往飞机，苏政府无反对意见；任何非政府军队，从未开入长春；中国军队在长春降落之阻碍，过去未曾存在，现在亦不存在；可能仍须商讨之个别问题，认为仍由马林诺夫斯基元帅与中国方面代表在当地决定。11月21日，蒋经国乘飞机从长春抵达大连，但在苏军的严密掌控下，毫无收获，蒋经国自称这是一次“痛苦之旅”、“失望之旅”；蒋经国于12月1日返回了长春，并通知在沈阳的国民党大连市政府有关人员跟他一起回到重庆，而将接收旅大的后续事项交给董彦平处理。11月22日下午2时，董彦平董副参谋长依照中央命令，东北行营撤退后，以军事代表团团长之资格，率领团员朱新民、邱楠等八人首次访晤马林诺夫斯基元帅，马帅称：“已下令撤换公安局长，希望中方介绍可继任之人选，但此并非意味贵方接收长春市公安局，仅系协助苏方物色继任人选。其目的在对于贵代表团及市民尽保护之责。”“希望行营早日返长，苏军在中国政府军队未到达，及中央政府行政基础未确实奠立之前，暂不撤退。”11月23日张嘉璈往晤马林诺夫斯基元帅辞行。11月23日苏方下令原任长春市长曹肇元复职。11月24日下午13时，张嘉璈率领东北行营最后一批撤退人员乘军用飞机，17时抵北平。11月25日张嘉璈自北平飞抵重庆，当晚与熊式辉、蒋经国谒蒋介石，报告东北局面有转机，中央军五万人去东北当无问题；经济合作方案宜早日决定，庶几省市接收，可望顺利进行。1945年11月25日苏联驻华使馆参赞米克拉舍夫斯基〈Miklashevsky〉对王若飞谈到美军是否进入满洲时说：“根据现有的情报资料，美国人在北平——天津——秦皇岛集结了大批军队，大概是准备尾随国民党军队进入满洲地区。”11月26日蒋介石决定自山海关前进之军队，先至锦州为止，外交部拟定照会答复苏大使：我方正准备以空运部队至长春、沈阳；沈阳以南地区，苏政府现声明苏军已撤退，我军已派军队进入该地区，并于日内即可到达锦州一带；其他未经商定问题，及苏军撤退延期一个月问题，我方当照苏方提议，即派代表来长春现地商定。11月28日，行政院长宋子文、外交部长王世杰反对在行政接收东北完成前与苏联谈判在东北的经济、工业合作事宜，并以此答复苏联。1945年11月29日，主持北满分局工作的陈云主持起草，以陈云、高岗、张闻天的名义给中共东北中央局并转中共中央的电报指出：“苏联对满洲的政策基本上包括两方面：一方面，把沈阳、长春、哈尔滨三大城市及长春铁路干线交给国民党；另一方面，援助我党在满洲力量的发展。保持远东和平和世界和平，是苏联这一政策的基本目的。某一时期由于国际国内条件的变动及斗争策略上的需要，苏联对于执行中苏协定的程度，及对我援助的程度会有所变化。但苏联这些政策的本质，是一贯的，不变的。”“在美国积极支援下的国民党军队，现在已经占领了山海关到锦州一线，虽然国民党的处境甚为困难，但它的部队仍均集结，准备向三大城市及长春铁路干线前进。苏联除要我们军队退出大城市外，现在更要我们交还已接收的政权，禁止我们在三大城市中一切足以妨碍他们公开执行中苏协定的措施。为了执行中苏协定，苏联采取这样的措施是必须的，是应该被我们谅解的。苏联军队原定于十一月底撤退完毕，现在又重新开回。这一方面是为了确保将三大城市及长春铁路干线正式移交给国民党；另一方面，也是为了以实力为后盾，拒绝美国力量直接渗入满洲。”“他们还是尽力帮助我们的。”由于需要顾及国际关系及条约义务，苏联的“这种援助必然是不公开的，这种支持必然是暗示式的。”11月30日张嘉璈晤中共驻渝代表董必武，告以马林诺夫斯基元帅认为国军有必要榆（关）沈间铁路打通，苏军正待中央军到可自锦州向北撤退，请其通知八路军在沈阳锦州间退出铁路线以外。11月30日苏联驻华大使照会王世杰：同意苏军缓撤1个月。12月4日，张嘉璈、蒋经国由北平飞抵长春，次日与董彦平访马林诺夫斯基元帅，通知苏方：空运1个师的部队来长；铁路输送2个师的部队至沈阳；省市行政人员到任，准备带少数宪兵和警察，为维持地方秩序须组织若干保安部队；希望苏方解除区内非法武装；省市行政人员莅任后，凡未经中央承认之政权，一律取消，如有抗拒，苏军协助解决之。马帅答复部队来长沈无异议，沈阳以南无苏军。当晚张嘉璈、蒋经国电告重庆：催各市长即日来长；奉天〈沈阳〉市长保荐董文琦；空运部队自12月10号起运；到达锦州部队立即开始北进；苏军撤兵期限建议展至2月1日。12月6日董必武转告延安复电，八路军可自北宁路沿线撤退，希望国军不予追击，藉免战衅。12月9日张嘉璈、蒋经国与董彦平往晤马林诺夫斯基，通告：苏军自东北撤退完了日期，中国政府同意延期至1946年2月1日，将由外交部与苏驻华大使交换文件；中国空运部队，拟自12月12至15日开始运送，中国军队自锦州进驻沈阳之日期一俟确定通知苏方；拟先接收大连、沈阳、长春、哈尔滨四市，各省主席，候命赴任。马帅答复：中国空运军队至长春，随时可来；已命令驻沈阳苏军随时与中国自锦前进军队取得联络；长、沈、哈三市可先接收，大连市因归滨海军区司令管辖，当即请示莫斯科。12月16日至28日美英苏三国外长莫斯科会议，发表公报要求中国成立团结民主政府，三国信守不干涉中国内政原则。12月22日行政接收长春。12月27日行政接收沈阳。12月底，中方又请求苏联缓撤1个月至1946年2月1日。1946年1月1日行政接收哈尔滨。1月8日在四平行政接收辽北省。1月12日接收松江省。国军自锦州发动攻势，1月12日进占新民县，1月15日接收沈阳市铁西区。1月15日，进驻沈阳的国军运兵列车遭到苏军射击。1月16日，苏军把国方新编组的1000多保安队缴械。1月16日发生张莘夫事件。1月16日，国民政府经济部特派员孙越崎飞抵长春，带来了国民政府对苏经济合作问题之指示及经济部关于《中苏合办东北工矿事业办法原则》，实质是选择几个工矿企业与苏联合作，但东北完全行政接受前不能签订正式协议。1月19日，张嘉璈两次致函蒋介石与翁文灏，希望在经济问题上在做让步，遭到蒋介石严词拒绝：“关于经济合作方针，此时只可紧缩，不易太宽。此事已考虑再三，不能不如此。。。总要使我主权与法理不发生恶影响，不为他人引以为例得矣。”1月20日，王世杰致电蒋经国：“我方对经济合作事业处理，就实际项目磋商。对战利品问题，我方不可故弄理论的立场（即日人在满洲经营之事业，应视为对华赔偿品）。”1月25日张嘉璈将《中苏合办东北工矿事业办法原则》及合作项目送交苏方。2月1日马利诺夫斯基元帅正式拒绝了提案，苏军并未开始大规模撤军。2月5日，张嘉璈飞回重庆。2月5日，王世杰约谈张嘉璈，决定请苏联代表至北平与翁文灏非正式会谈。2月7日，蒋介石约请王世杰、翁文灏、张嘉璈、蒋经国、张君励商讨对苏经济合作案，决定增加鞍山钢铁厂、鹤岗煤矿对苏合作，抚顺煤矿必须交还中国，辽东盐场与东北民航可合作。2月9日王世杰与翁文灏、张嘉璈拟定了对苏经济合作最后方案。2月9日，美国向苏联、中国递交了一份相同内容照会，要求东北工矿合作问题上违背了门户开放政策，日本在东北的资产以战利品处理必须经盟国共同协商决定。2月10日蒋介石召集宋子文、翁文灏、王世杰、张嘉璈、蒋经国的会议上通过。2月11日雅尔塔会议周年之际，美英公布了《雅尔塔协定》全文，在中国激起强烈反响。2月15日，王世杰约集孙科、王宠惠、邵力子、陈布雷、翁文灏、蒋经国讨论东北问题，未有结论。2月16日一批东北人在重庆举行反苏游行。2月16日晚王世杰面见蒋介石，最后决定张嘉璈、蒋经国返回长春，与苏方做最后交涉，经济合作仅限于三、四个公司，“不得含有独占性”，必须在苏联撤军，完成东北接收后才能签协议。2月18日，王世杰带蒋介石手谕回重庆，指示张嘉璈对苏做最后尝试，“但切不可有一字增加”。2月19日，王世杰约见苏联驻华大使，通报张嘉璈、蒋经国返回长春与苏方再做谈判。2月20日，蒋介石通过长途电话，指示张嘉璈、蒋经国暂缓赴东北。2月22日，重庆沙坪坝各大中学2万余人举行了反苏反共大游行，其口号为：苏军立即撤出东北；彻查张莘夫惨案；某党应该爱护祖国；苏联应该尊重中国主权完整；拥护政府采取强硬外交；打倒新帝国主义等。北平、上海、南京、武汉、青岛、太原也发生了学生响应东北问题请愿游行。一些大学教授与文化人公开发表谈话或者宣言反苏。2月26日苏联驻华大使提交抗议照会职责中国政府人士参与反苏游行。3月1日，国民党六届二中全会在重庆召开，全面批判政协问题、中苏条约与东北问题。3月5日王世杰在六届二中全会上做外交报告，遭到右派中委邹鲁、白崇禧、王正廷、齐世英、张道藩、黄宇人、任卓宣、胡秋原、胡健中、萧铮、刘健群、谷正纲、唐纵、王星舟、张九如、罗霞天等的激烈攻击。3月6日，王世杰首次照会苏联驻华大使，要求苏联即行撤兵。3月7日，驻沈阳的苏军突然北撤，至12日全部撤完，随即国军由沈阳出发沿铁路尾随撤退苏军向北进攻。3月10日，王世杰告诉顾维钧准备将东北提交安理会。3月15日，驻四平苏军全部北撤。3月18日，东北民主联军攻克四平。3月19日，王世杰委托驻苏大使傅秉常向苏方表示：苏联必须提早撤兵，并勿予非法武装阻挠国军之机会，否则中国国民对苏联的反感难以消除，“倘苏联不顾中国舆情，我政府或被迫放弃直接交涉”（即交由联合国处理）。3月22日，苏联驻华大使照会王世杰，表示苏军至迟于4月底从东北撤军完毕。3月25日，苏联驻华大使约见王世杰，声明苏联同意中苏经济合作谈判由长春迁至重庆；王世杰表示谈判难以进行。3月27日苏联大使向王世杰提交了《中苏经济合作提议草案》，只要求7项合作。4月4日，王世杰突然向苏联大使表示立即在重庆开始谈判。4月12日苏军开始从长春撤退，4月14日彻底撤出后，4月15日东北民主联军发起长春进攻战役，至4月18日全歼守军。中苏经济合作谈判再无下文。5月3日苏军全部撤离东北。
董彦平在回忆录中认为：苏联严词拒绝国军在大连登陆，是因为“山东沿海的匪共部队，正源源不断在大连登陆。”王世杰、张嘉璈当时在日记中认为，根本原因是由于使用美舰运输，即美方插足东北，刺痛了苏联最敏感的神经。
1945年10月初，原中共中央东北工作委员会常务书记韩光作为东北局代表到大连，为八路军、新四军从胶东过海北上事宜同苏军当局交涉。苏军驻旅大地区司令官高兹洛夫中将回答：“这个事情好办。你们若是白天来，穿军衣，拿武器，我还得给你缴械，收起来；晚上，我一个人不剩的、一支枪不留的、一颗子弹不少的都送去石河驿（指苏方军管旅大地区北部境界线）还给你们。”随后，他指派刚刚唤来的政治部一名中校“你记下来，通知下去。”高兹洛夫问韩光，“你的事，我已经给你满意地回答了。现在我还有事，要向你提出，苏军进驻大连已经快两个月了，国民党市党部的牌子都挂出来了。你们中国共产党要不要大连？”韩光说：“怎么不要？我们不仅要大连，而且还要全东北、全中国呢!”，高兹洛夫又问：“那你们为什么还不派人来? 你们再不来，国民党会把你们的脖子卡住!希望你们尽快派一位市委书记来，把市委建立起来，把市政府也建立起来。”高兹洛夫告诉韩光，“大连市政府的市长已经由莫斯科方面选定，是大连本地的一个商人……一个商人当市长并不妨碍你的工作，你们有副市长，再派一个秘书长和公安局局长，实权还是在你们手里。”为什么这个市长要由莫斯科决定，而且要用本地的一位商人，高兹洛夫就此对韩光进行了解释。这是苏联出于外交上的需要而采取的策略。因为依据国民党政府与苏联政府签订的《中苏友好同盟条约》、《关于大连之协定》、《关于旅顺口之协定》，大连为一自由港，大连之行政权属于中国。如果苏军明显表示支持中共旅大组织，国民党政府就会攻击苏联破坏条约，干涉中国内政，从而造成苏方外交上的被动。而启用本地大商人当市长，则避免给美蒋以口实导致苏方外交上的不利局面。高兹洛夫说：“教育局、民政局，应由你们派局长，广播电台、报纸是宣传舆论工具，要牢牢掌握。你们可派一个台长和报纸的主管。”韩光问：“为什么没有提到财政局长?”高兹洛夫说：“财政、工业、商业、银行的正职已从本地工商界人士中选了，你们选派副职，一样掌握实权。”10月12日，完成了在大连与苏军的交涉，韩光乘坐苏军的飞机返回沈阳，把大连的情况向中共中央东北局书记彭真、委员陈云作了汇报。东北局当即任命韩光为大连市工委书记，并要伍修权和萧华从山东来的干部中优先选派一些人同韩光一起去大连工作，在当地吸收、训练了一批知识青年。彭真指示：要抢形势，搭起大连市党、政、警、群领导机构的架子，尽快开展工作。陈云指示：要充分认识苏军对大连实行军事管制这一实际情况，充分利用这种情况对我有利的方面，放手开展工作，恢复发展工业生产，安定人民生活，努力支援前线；工作中，要照顾苏联的外交关系，不使苏联在应付美、蒋方面发生额外的困难。大连工委很快建立起党、政、军(以公安警察部队面貌出现)、群众团体等地方组织。旅大地区就成为苏军控制、中共实际领导管理的一个特殊的解放区。当时，刘亚楼化名王松少校，在旅大的苏军政治部门做民政工作，实际是苏方同中共联系的一名联络官，对韩光说：“苏方是支持我们搞土改的，开会斗争地主消灭封建剥削也应该做，只是要求我们采用双方都能接受的方式进行。苏方主要是顾忌美、蒋抓住把柄攻击苏联，从而给苏联在外交上造成被动。只要我们把斗争大会关在屋子里开，不让美、蒋特务拍照登报，苏方是不会再干涉的。”1945年11月，东北局批准正式成立大连市委(此前以“工委”名义开展工作)，旅大地区普遍建立起市、县、区委和支部。与其他解放区一样，在旅大的中共各级党组织与党员身份不公开，大连市委以公安总局训练处为掩护，韩光的公开社会身份是公安总局训练处处长。韩光在1990年所作的《旅大八年》回忆录中写在旅大地区的工作方针:第361—366页：

“我受命来大连工作之时，东北局彭真等领导同志曾明确指出：与苏方关系只能搞好，不能搞坏。要认识苏军驻在并对大连实行军事管制这一实际情况，充分利用这种情况对我有利的方面，放手开展工作。要充分发动和依靠工人阶级，恢复发展生产，安定人民生活，努力支援前线。工作中，要照顾苏联的外交关系，不使苏联在应付美蒋方面发生额外的困难。在当地实施我党的各项政策，要同苏军当局充分协商，取得相互谅解。工作方法不可照搬其他解放区的模式。当时．我根据上述指示精神和当地实际情况，肯定过‘以苏为主’的方针。所谓‘以苏为主’，主要是我们的各项工作，必须考虑到苏军实行军管这一特殊环境。

在1945—1948年间，旅大地区的防务与 外交，货币与银行的管理，报纸、广播的监督与检查，港务、海关、电力、自来水等企业的管理等方面，都是苏军当局直接担当的。而由于彼此在大局上有着共同利益，‘以苏为主’实际上也就是‘以我为主’。决不像有些人指责的那样，‘以苏为主’，即是‘以我为奴’。”

“第一、我地方党政领导与苏军当局在高层次始终保持密切联系，出现不同意见及时交涉、协商、疏通，改进关系，使我们的政策得以顺畅实施…… 

第二、认清共同利益所在，实行充分合作，分清哪些方面只能以苏为主，哪些应独立自主地开展工作，要顾全大局，求大同存小异，才不致造成顶牛局面。如迟子祥任市长的问题，开始我也不理解，苏方怎么让这样一个人当市长呢?我们很多同志也一直想不通，经常找我提意见。我们数次向苏方提出换掉此人，苏方都未同意。他们坚持用迟子祥任市长。1948年冬，随着国内解放战争形势的发展，我们再提出撤换迟子祥时，苏方就不管了，并说：“这是你们自己的事情。”可见这时苏方已不再需要这块‘顶门砖’了。 

第三、我们干部注意在实践中向苏联同志学习，是很重要的一点。苏联党和人民，革命成功比我们早，斗争经验和管理城市经验比我们丰富。在大连这种特殊环境中，管理具有现代水平的城市，对于我党干部来说，是个新课题。我们只有虚心地向苏联同志学习，才能不断提高自己的认识水平和工作能力，才能较好地完成党赋予我们的各项任务。”

据此，韩光领导的旅大地委采取了“以苏为主”的工作方针：
1. 开展减租减息、反奸清算斗争不采取戴高帽游行、罚跪等做法，而把斗争会改在室内进行。
2. 中苏合营公司普遍实行厂长或经理负责制。
3. 人民警察着国民政府的警服，戴国民政府的警衔。
4. 充分发挥司法、检察机关作用。
5. 宣传上以地方自治的面貌出现。
6. 干部进城后，改变解放区的着装，穿长袍马褂。
7. 我方经营的支前军工企业及“党产”均以民间“公司”、“商行”的面貌出现。

当时苏联为顾及国际关系与条约义务，在东北各大城市对中共活动设置种种限制，但中共在旅大的活动基本未受到苏联限制。中共组织通过种种合法与变通的方式，采取半隐蔽的形式工作，只做不说，对外不公开，也不见于报刊文字记载。韩光认为:39：“这种半隐蔽工作方式，是我们自己经过反复思考，主动采取的策略，不是苏方不允许我们‘公开’。反之，他们是主张我们‘公开’的，要我们市委公开挂出牌子。”在党的思想和组织建设、党内工作方法与作风建设上，旅大地委则采取与我党在其他解放区完全一样的做法。苏方对韩光表示：“相信你们中国共产党会把事情办好的，无论你们怎样做，苏联都站在中国共产党方面。”:307
1945年10月24日，苏军警备司令高兹洛夫、苏军警备司令部政治部主任巴森签发委任状，任命八路军山东军区滨海军区第三军分区司令员赵杰化名赵东斌（对外宣称是东北军于学忠驻山东滨海的第111师的少将旅长）为旅大警察总局局长。高兹罗夫要求“现在赶快把警察搞好，维持好大连的秩序。”苏军警备司令部少校翻译刘亚楼（1937年在延安抗大任训练部长时， 赵杰是学员）说：“老兄，注意，把枪杆子握住啊！”韩光兼任总局政委（不公开）。次日韩光召集 赵杰、唐韵超、朱秀春、柳运光、吕赛等人开会研究成立警察总局，传达东北局书记彭真指示：“大连形势很好，对我非常有利，要抓住这个有利时机把大连市的党、政、警、群等领导机构的‘架子’赶快搭起来。在组建市委的同时，尽快先安上个副市长、警察总局局长，然后迅速开展工作。大连工人阶级力量强，有革命传统，要把工会建设搞好，把工业生产搞好，把党的建设搞好。工作中一定要注意和苏军搞好关系，同他们合作好。要很好研究《中苏友好同盟条约》，特别是这个条约里有关旅大地区地位的条款，充分利用有利于我们的那些方面。由于旅大实际上是苏军管辖的，因此，我们党既要放手开展工作，又要考虑对苏联外交方面的影响，便于他们在外交上讲话，不授美蒋以柄”。会议决定：
1. 要指定几名同志去了解各警察局的底数并密切注视其动向；
2. 要认真研究《中苏友好同盟条约》各条款及苏联有关外交政策；
3. 利用各种可以利用的渠道和方法，加强与苏军的联系，争取他们对我们工作的协助；
4. 在筹建总局的同时，加强与工会组织的联系，依靠群众，团结各界进步人士，并从中物色我们需要的人员；
5. 确定了总局办公机关的地址——斯大林广场东大楼(即现在大连市公安局办公楼)。

1945年10月下旬，旅大市委开始组建新的警察总局，同时接管和改组下面部分区、县警察的领导机构。8月下旬大汉奸张本政等人组织的“大连治安维持委员会”成立了区、县的警察局(署)，设有大广场、沙河口、西岗、旅顺、金县等警察局，有警察近3000人，并由苏军发了日式武器。其中只有少数几个局有几个抗联干部和地下党员以苏军警备副司令的名义在里面工作，能控制一部分警力，如甘井子、沙河口、金县等局。为此，第一步先把总局成立起来，然后以总局的名义陆续接收各区局，并把各种不同名目的治安队等分别解散、淘汰或整编。同时，将上级党派来的部分干部，派到已接收过来的部分局(如甘井子局和岭前大队)，以加强领导，使其成为共产党手中的主力。第二步，陆续向其他各局派局长、中队长及机关干部，基本是上级派来一个，就派下去一个。下派干部一般都要经过同苏军协商，他们同意才行(尤其是职务高一点的)。第三步，对情况复杂，问题特别多的大广场等警察局，先摸底，然后采取组织措施。
1945年10月27日大连市职工总会、大连治安维持会、医师公会、佛教会、商会等各界十余人集会，成立大连市自治政府，推举治安维持会的迟子祥为市长，职工总会的陈云涛（胶东干部）为副市长，治安维持会结束。中共本来不同意迟子祥任市长，苏方告诉中共:302-303：“一个商人当市长并不妨碍你们的工作，你们有了副市长，再派个秘书长和警察总局长，实权还是在你们手里。”陈云指示：“如果用我们的人当市长，就会给美蒋以口实，攻击苏联破坏条约，将大连新政权交给了中国共产党，造成外交上的被动。苏方用当地商人做市长，例行公事，既不影响我们控制大连政权，又可堵住美蒋的嘴，我们何必计较这些。”
11月初召开警察总局成立筹备会议，议定了总局的机构设置、机关领导干部及工作人员的配备等问题。基本根据旧警察局原有的框框和当时的任务，设立了保卫科、督察科、总务科、交通科、司法科和卫生科等部门。总局领导、科室领导及一般工作人员总共30多人。
11月7日，大连警察总局正式成立。11月25日改为大连公安总局，县局改称为公安局，区局改为公安分局。11月下旬成立了中共大连公安总局党总支，韩光同志为书记，王华同志为副书记，当时总局领导加机关工作人员只有七八个党员。逐步改组各局的领导机构和惩治极少数坏分子之后，对其他表现较坏的警官、警士采取了淘汰、洗刷措施，有的被撤职回家，有的被撤职暂留警察局教育、改造；对已不胜任工作的老弱病残人员亦遣返回家。到1946年2月，被淘汰人员有近千人。对大多数被淘汰人员发给了必要的生活补助费。在淘汰原警察人员的同时，陆续招收了新的人员，他们绝大多数是经过工会组织输送的一批又一批的产业工人。还招收了农民、市民及少数青年学生。
11月7日，大连市民在体育场集会，纪念苏联十月革命28周年。当张本政出现在会场主席台时，由大连职工总会组织的成千上万的工人高呼口号，要求惩办大汉奸张本政。随后，在集会游行之中，“治安维持会”武装分子将一名工人纠察队员开枪打死。于是，刚刚成立的大连公安总局在工人纠察队的配合下，把“治安维持会”缴了械。翌日，“治安维持会”被市政府取缔。陈云涛任大连市副市长、旅大地委委员。韩光任市委书记；柳运光任市委副书记；吕赛任市委组织部长；张致远任教育局长；左友文任党校校长；于会川任市委社会部部长、公安总局副局长，后兼任法院院长兼首席检察官；王西萍任市委秘书长兼宣传部长、民运部长；唐韵超任临时参议会议长、职工总会主席。1946年5月于会川病逝后，由边慎斋、周克、侯政、乔理清等继任市委社会部部长和副部长。
苏联根据中苏条约把沈阳交给国民政府后，中共从旅大运送物资的陆地交通被阻塞，一切支前物资的运出都经过苏军控制的海道。苏方对中共在旅大运送物资的情况是清楚的，多次向旅大地委表示，把东西都拿走不利于大连本地生产的恢复，会把大连拿垮。旅大党组织的很多人对苏方意图也不摸底，始终对苏方是否会把大连像沈阳、长春、哈尔滨那样交给国民党也无把握。不少人认为，与其坐等苏联把大连交出去，不如让解放区多拿一些东西为好。刘亚楼把了解的情况告诉旅大地委，尤其对旅大政权交不交的问题，认为苏联不会把当地政权轻易交给国民党，从对苏利益角度来说，苏方认为旅大掌握在我们手中会对他们更有利。
为了应对国民党接收旅大，11月25日成立旅顺市政府。苏军当局与中共大连市委商定，并经东北局同意，在大连市郊设立大连县，将“大连自由港”的市区范围缩到最小程度：“通过扩大大连县的面积，缩小市内区的面积，使市内只含港湾桥、中山广场、南山、劳动公园、西岗及马栏河以东的小部分地区，其他市区划给大连县。这样，即使国民党接收了大连，大连也是个被封闭的弹丸之地，市内交通运输，副食品供应等方方面面都受制于大连县。而苏军当局和中共就可以以大连县为根据地，同国民党进行斗争，进一步取而代之。”1945年12月25日，大连县各界人民代表会议召开并选举王西苹为县长、李成德为副县长。1946年1月30日在新甘井子小学校举行了大连县政府成立大会。大连县下设甘井子区、南关岭区、革镇堡区、西山区、营城子区、岔沟区、大山区、小平岛区等8个区（1946年5月,大山区并入小平岛区）。全县陆域面积为428平方公里，耕地28万亩，人口约22万人。境内拥有包括炼钢、兵工、纺织、水泥、白灰、皮革、酿酒、发电、榨油等在内的大量工业企业。至此在苏军支持下，中国共产党在旅大地区陆续建立大连市、旅顺市、金县、大连县4个地方政权。
1946年初，大连市公安总局增加了2名老红军副局长周光、傅忠海。韩光兼总局政委。内设：
- 司令部（总局办公室）
- 政治部（总局训练处）：政治部主任宋光
- 后勤部（总局总务处）：部长胡俊(即毛远耀)。负责搞自力更生、生产自救，以减轻当地的经济负担，同时支援解放战争前线。为筹备经费和物资，成立了一个没收物资委员会，由吕赛、胡俊、谢谦、于宏海等几个人组成，由胡俊负责，专门挖掘、没收敌伪财产。开始没收了几久屋、浪华洋行等几家大百货店，还挖到一些弹药，没收了一些粮食和几十辆日产汽车(破车送到王赞升管的胜利汽车厂处理)。之后，又接管了北岗子皮革厂(日伪时期日本陆军所属的军工厂)和岭前的1个皮革厂，还有日本资本家开的“胜又洋服店”等。由总局派去干部当厂长或经理，具体组织营业、生产。开始派谢谦、孙文瑞等同志负责组建起了总局被服厂，又以接收过来的日伪几家大商店为基础，成立了新华公司，由谢、孙二同志任正副经理。公司下属中华(原几久屋，现天津街百货大楼)、新华(原浪华洋行，现百货批发站)两大商场。还有于宏海等同志负责经营的皮革厂、民生精粮加工厂；王赞升等同志负责经营的胜利汽车厂及2个卷烟厂。记得还接收了1家医院，用来保障总局及下属部队的医疗，收治辽东、安东等地从前线下来的伤病员。
- 大连驾驶学校：对外公开名称“警察学校四大队”。李国华、丁铁石等主持工作，周光兼校长。为辽东军区培训汽车司机和坦克驾驶员。

至1946年4月份，各地派来的干部基本到齐，这时各区、县局的领导干部都已是党员。中队长一级的干部都是比较好的，其中有不少是从工人出身的警士提起来的，也基本是党员的发展对象。成立了消防公安局。还成立了由总局直辖的2个警察大队(其中二大队是改编的）共有400余人和1个手枪队(150余人)，共500余人，是归总局直接指挥的机动部队。每个区、县公安局有3～4个中队，也按建制配备了武器。1个区(县)公安局就有相当1个团的兵力。到1946年底，公安部队已发展到近万人。实际上公安总局归大连市委和辽东军区领导和指挥。在干部的调配任免上，区、县局以上中层干部归辽东军区(如干部)。军事方面也归辽东军区指挥，如支前、动员兵员、筹备武器弹药、大的军事行动等。1946年2月，成立了总局党委，党委书记宋光。
1946年1月6日，苏军驻东北总司令部参谋长特罗增科中将在给董彦平的复函中称到：“已接获大连方面的复电，中国政府在大连建立政权，苏联方面可无阻碍”。在得到苏军的“鼓舞人心”的答复后，董彦平随即在第2天的谈判中提出，既然大连接收经准，苏联方面明确答复无阻碍，那么国民党方面的接收人员即刻将前往大连。此后东北行营与苏联红军当局就如何进入大连，及进入大连后如何开展工作等内容展开了马拉松式的谈判。 
东北局副书记罗荣桓，1946年2月下旬至5月上旬在大连休息治疗肾病，指出“大连是我最重要、最可靠的依托。只要我们善于利用合法形式，甚么工作都能展开”。还说：“你们要与苏联红军搞好关系。旅大地区的战略地位重要，如旅顺是军港，大连是很好的商港。我们共产党管理这样的城市还是第一个。应当很好地总结管理大城市的经验，这对全国解放后开展大城市工作是件重要的事情。然后他用强调的语气说，有了大连这个好条件，你们也要好好学学搞经济工作呀!全国解放后是大有用场的。”
1946年4月，大连公安总局实行了警衔制，全体警察干部、战士戴上了国民党的帽徽、领章，穿上了国民党的警服。局长赵东斌为少将。
1946年6月，大连公安总局为巩固队伍、培养干部、发展力量，支援解放战争，根据时任东北民主联军副政治委员罗荣桓“要培养公安干部，迎接全国解放”的指示，决定创办旅大公安总局警察学校。1946年8月经请示辽东军区同意，开始筹建警察学校。校址选择在西岗区保健街42号（今大连第三十六中学）。1946年8月底旅大公安总局警察学校正式成立。1946年9月初正式开学，警校设副校长、训练处、总务科，至1946年末警校教职工为51人。随着学校学员增多，建制扩大，后来改为旅大公安总局警官学校。公安总局代局长边慎斋兼校长，张梓祯任副校长兼副政委，设教育科、训练处、教务处、总务科。教职工为185人。其间，校址迁至岭前白云街。1947年4月，学校改为关东公安总局警官学校，增设教务处。1948年10月，校址迁回西岗区原警校校址。
1946年7月5日，大连公安总局改为旅大公安总局，有警员8000余人。
1946年9月29日，成立大连市、旅顺市、大连县、金县行政联合办事处，成为当地最高的行政机关，迟子祥任主任，刘辛垣（刘顺元）任副主任。
1946年11月间国军南下推进到金县石河驿以北地区，对旅大实行严密的陆上经济封锁，造成4万余人处于失业与半饥饿状态，市民要靠野菜和豆饼坯充饥。国民党海军对旅大地区的封锁一直持续到1948年。扣押、击沉、烧毁了来往大连的船只90余艘。1946年11月，国民政府任命龚学遂为大连市长。为粉碎对旅大地区的经济封锁，解决大连人民的吃饭、穿衣问题，1947年初，旅大地委作出了《关于开展生产运动的决定》。把种粮、种菜作为开展生产生活自救主攻方向。种粮的不仅有农民，还有工人、警察、党政机关干部以及其他阶层的市民。机关、企业的房前屋后，居民住宅的院内墙外，甚至马路边都种上了庄稼。驻大连苏军在海参崴把粮食、植物油、罐头和蔬菜等装上军舰海运大连港。苏军还把缴获的日本轮船交给旅大地方当局从事水上运输经营。1946年10月至1947年7月，大连市政府先后组成100多支采粮队伍，从胶东、北满、辽西等地采购粮食13万吨，千方百计突破陆上和海上封锁，千辛万苦运进大连。1947年9月，韩光代表中共旅大地委作《关于目前形势和党的任务》报告，提出了“发展生产，安定民生”的工作方针。当时，中共旅大党组织和政府机关紧缩机构，减少开支，派大批干部到农业生产第一线组织生产。金县、旅顺和大连市郊的农民，响应党的号召，深耕细作，颗粒归仓，使粮食产量逐年增高，1948年基本解决了全旅大地区人民的口粮需要。
1946年底，滞留在旅大地区的20余万日本侨民被陆续遣返回国，大批日式住房空了出来。旅大地委决定，在市民中开展住宅调整运动（史称“搬家运动”），让那些居住在“风来透，雨来漏”棚户区里的工人、城市贫民搬进洋房。大连先后进行了3次大规模的住宅调整，15895户居民、6万余名长期蜷伏在贫民窟里的群众，搬进了日式住宅。原日本“遣返协议会经济部长”石堂清伦曾目睹和感受了当时的“搬家运动”，说：“在大连的20余万日本占有了全市五分之四的地区，平均每人有六张榻榻米的空间。而60万中国人却生活在五分之一的地区，平均每人只有三分之一榻榻米的空间，并且大连的电、煤气、水、电话等设施首先由日本人享用，形成了生活质量上的无法对比的差异。”
1946年12月，公安总局局长赵杰调辽宁军区前线，边慎斋代局长。
1946年11月，国民政府任命龚学遂为大连市长。苏联驻华大使彼得洛夫约见蒋经国，希望中国就一切问题包括旅大问题提出讨论。1946年12月2日，苏联驻华大使彼得洛夫向外交次长甘乃光正式表示：苏联政府将严格履行中苏协定义务，在旅大建立中国行政权。1947年1月美国驻华公使与美国驻苏大使分别照会中苏两国外交部，要求中苏政府应“迅予考虑”履行中苏条约有关大连之条款，“以期将大连目前不正常之状态，早日予以终止”。英国驻华大使表示了同样态度。1947年1月27日，国民政府外交部照会苏联驻华大使：“查日本投降，业已年余，中国政府对于大连，以种种原因，迄未能加以接收。中国政府顷已排定接收人员，并令饬率同地方保安团队前往接收大连行政，俾早日恢复大连之正常状态。”“中国政府当电令接收人员，与旅顺军港防区苏军当局，密切联系”，以免“发生误会”，请苏方对接收人员“惠予交通通讯及其他便利”，对非法分子“迅予镇压”。此时，讨论战后对德国管制的美英苏外长会议（即“三国外长会议”）即将于3月中旬在莫斯科召开。为了避免外交被动，1947年3月7日苏联驻华大使照会外交部长王世杰请中国政府从速在旅顺及大连建立中国行政机关。3月13日蒋介石与王世杰、张嘉璈商议，“决定于最短期内派军政人员经海陆两道前往旅大，办理接收事宜。”“如果苏联同意国军开入，则可以断开中共在山东与东北间的一条联络路线，所以大连一地，在战略上比哈尔滨更为重要。”蒋介石认为，“旅大如不能收复，则胶东之匪甚难肃清，故决心收复旅大，此其时矣。”1947年3月15日至24日的国民党六届三中全会上，
但是双方就派遣军队一事始终不能达成一致，蒋介石只好决定先派遣视察团对大连的情况进行考察。中共旅大地委为应对国民党可能接收大连市的局面，1947年4月10日召开县团级党内干部会议，韩光在会议上作了《目前形势与我党之对策》的讲话。采取应对措施：
- 以临时机构大连市、旅顺市、大连县、金县联合办事处名义召开人民代表大会，选举产生关东公署。1947年4月，在旅顺成立关东公署，迟子祥任主席，大连市长由市总商会会长徐宪斋接任。关东公署副主席刘顺元（旅大地委第二书记）。为旅大地区最高行政领导机关，统辖大连市、旅顺市、金县、大连县。1947年12月，关东公署由旅顺市迁至大连市西岗区。
- 成立大连市政府
- 民主政府以民族资产阶级、知识分子、各阶层代表各占三分之一
- 掌握警察队伍，旅大公安总局改称关东公安总局，设七个分局，加强铁路公安局力量。公安局警察该穿国民政府警察制服、总局长带中将警衔。
- 建立隐蔽的军工基地。华东局派出干部携带大量黄金渡海到旅大地区筹建“建新公司”，累计生产炮弹50多万发、引信80多万枚、无烟火药450多吨、迫击炮430多门，生产与试验中牺牲吴屏周等17人。
- 货币登记，兑换加贴花，加贴了“面值签”的10元和100元的“红军票”。苏军进驻中国东北后，使用的是苏军发行的军用币（红军票）。苏军从东北其他地方撤军后，红军票只限在旅大地区使用，导致大量流入旅大造成通货膨胀。苏军当局1947年春秘密准备货币改革。1947年5月17日，为防止董彦平为首的旅大视察团带入大量红军票冲击旅大金融，苏方决定把流通于旅大的红军币在三日内实现实行登记、兑换、加贴印花和钢印。时任旅顺市长王世明在1987年4月写的回忆录中记载：[21]:114

“我与苏军政治部联系，巴申上校夜间来我家作了说明，刘顺元副主席和陈瑞光秘书长不同意这样币改。理由是，苏军规定在10元票上粘贴1元小票并加盖钢印，10元即贬值为1元，而且每户每人兑换限额30元，工人将吃亏。双方各持己见，争论不休。最后巴反问刘：你是公署副主席，工资比工人多吧?按你家人口计算是否吃亏?刘不语。巴又说，币改规定是经过调查研究决定的，放心吧，工人不会吃亏，真正吃亏的是投机大商人，大量苏币集中在他们那里。机不可失，势在必行。最后经过动员，终于如期实现了这次币改。”

旅大地委发出《关于在关东地区实行苏军用票和满票登记盖印的通知》，要求“在5月23日至28日，限期完成货币的登记及盖印工作”。这就是“加贴面值签”的由来。1949年12月10日至31日，以东北银行发行的东北币30元折合红军票1元对红军票予以收兑。
1947年4月关东公署成立后，苏军主要负责人出面正式邀请关东公署主席迟子祥和副主席刘顺元(地委第二书记)商谈成立几个中苏合营公司问题，苏方拿出几个合营企业的具体方案和议定书(草案)，中方由关东公署主席、副主席代表地方政府签字。苏方在议定书上签字的是驻军指挥部一位少将代表。这些合营公司的股金，中方占51％，苏方占49％(并非各半)，盈利按比例分成。议定书还规定，合营的各工厂、企业，根据地方政府规定的税率，每月按时将税款交到中方银行。几个合营公司均设理事会(董事会)，中方任理事长，苏方任公司总经理，每月(后来为两三个月)开一次理事会，讨论决定经营的大政方针、主要产品、生产指标、财务、利润分配指标等等。合营企业主要为： 
- 中苏合营造船公司，经营大连造船厂，当时全厂有3000多名工人，年修造船能力为30万吨。
- 中苏合营石油公司，经营甘井子石油加工厂，年加工原油能力8万吨。
- 中苏合营远东电业公司，除几个发电厂外还经营金属机械等30多个大中型工厂。
- 中苏合营盐业公司，经营大连、旅顺、金县的几个大盐场。

中苏合营企业开工后，数以万计的工人生活得到了保障。中苏合营企业的发展，带动了整个旅大地区工业的复苏，市场、贸易和经济也随之活跃起来。到1949年，韩光和中共旅大党组织领导广大人民经过艰苦奋斗，并在苏军的援助下，人民生活水平有了明显的提高。对若干企业实行中苏合营“签订中苏合作协定”，韩光《旅大八年》回忆录中叙述此事的历史背景和具体情况：:334一335

旅大的“中苏合营企业”，可以说是我党执政下最早出现的中外合资经营的企业。它是怎样形成和进行经营管理的呢? 1946年中，旅大新的政治、社会秩序开始建立起来。摆在我们面前的一个突出问题就是大批大中型工厂、企业烟囱都不冒烟，处于停工停产的状态，而工人生活也就难以维持了。当时，我们地委和各级领导干部，为此实在着急，实在伤脑筋。那时，我们党在全国尚未取得政权，无暇也无力顾及大连一般工业恢复、发展问题。至于东北、华东、华北等解放区投来的资金，只能用来恢复与发展军工和军需工业。哪有多少钱用于恢复一般工业呢? 只有一条出路，就是和苏军当局商量，并取得他们的协助，尽快地把大连的工业全面恢复生产。这件事，不仅关乎大连20万工人的生活出路，也直接影响到社会的安定和地方民主政权的巩固。 经过多次研究商谈，到1947年初，在一次与苏联驻军总指挥会见时，他们透露，苏联的经济贸易部门正在考虑搞中苏合营的可能性，问我方有何意见。我们地方几个主要领导人认为，这样做在当时是最好的办法。大部分大中型企业当时都在苏军手里看管，他们能拿出来双方合营，有苏联政府及其经济部门做后盾，企业定会搞活的。但是，中苏合营的具体方案，苏方并未先拿给我们地委研究。

签字后的次日早上刘顺元来到韩光家，说昨天被迫签字办了错事。韩光说：这是对我有利无害的事，如果有人指责这是“丧权辱国”，地委首先是我会承担这个责任的。中苏合营的几个公司所属工厂加上建新公司所属各厂开始经营以后，大连市至少有三分之二以上的工人都有工做，生活有保障了。初期，厂长、经理一般都由苏方派任，中方人员任副职，后期，中方人员学会了经营管理，越来越多的担任了经理、厂长。中华人民共和国成立后，苏联政府按照《中苏友好同盟互助条约》及有关协定，将大连的中苏合营企业及苏方代管企业，无偿移交我国，周恩来总理指定韩光为中方谈判首席代表，苏方谈判代表是驻大连总领事。逐厂谈了两个多月，双方形成交接议定书及移交的工厂、企业清单，由韩光带到北京向周恩来总理汇报，周恩来总理逐项看过后批准可以签字。韩光回大连后正式举行签字仪式。至此，除苏方留用的旅顺军港及修造船厂及其他军用设施外，其他工厂、企业、盐场等都 全部移交过来，到1955年苏军撤离时，其留用的企业、设施也统统交回中国。
1947年春末，南满分局书记陈云在临江主持召开辽东地区省、地委和区党委以上干部会议，研究土改问题，韩光与会。大连作为一个特殊地区，韩光单独向陈云做了汇报。陈云听后说：你们那里农业人口才4万户，而城市人口20多万户，可见农民不是主体，土改晚些搞也没关系，要紧的是先把党的工作、工会工作、工业、公安、支前工作做好。
1947年5月29日晨，韩光召开旅大地委紧急会议，对国民党视察团来连的企图和活动作了分析研究，决定采取“拖延、孤立、留难、限制、监视”的对策。由于此时东北夏季攻势接近尾声，辽南国军一败涂地，陆路交通中断，1947年6月3日12时，董彦平为首的旅大视察团乘坐“长治”号军舰从葫芦岛抵达旅顺口，成员有：外交部东北特派员张剑非、中长铁路局副局长王竹亭、大连港口副主任徐祖善、国防部代表叶南、陈思永、视察团秘书长邱南、东北行辕政治顾问朱新民、国民党大连市政府社会局长兼东北敌伪财产接收委员会大连分会副主任王洽民(旅顺人)、副官王源燮、郭中祺及吴文甫共计12人。国民党视察团在向苏联红军当局提交的视察提纲中，曾设想分三组从九个方面进行全面的视察，但在苏联红军当局和旅大地委有组织，有计划的限制，拖延下，使计划大部分落空。视察团仅仅参观了旅顺博物馆、大连港、大连铁道工厂、船渠(造船)公司、金县等地，访问了市振幅和美、苏驻旅大领事馆。6月12日乘“长治”号舰，由旅顺驶往葫芦岛。6月25日，国民政府外交部长王世杰照会苏联驻华大使，历数了董彦平等人在旅大地区所受的阻碍。同日国民政府外交部还发表公报将中苏双方为接收旅大而进行的交涉公之于众，引起世界对旅大问题的关注。但此时东北民主联军在东北全境掌握了战争主动权，辽南国军节节败退、收缩，国民党接收旅大的问题也就无从谈及了。 
1947年6月，中华民国政府公布東北新省區方案，由金县析置旅顺市，治所在旅顺口（今辽宁省大连市西南旅顺口区），属辽宁省。
辽东军区司令员萧劲光、东北民主联军参谋长伍修权，都曾为军需供应、军工生产等战争大局事情，先后取道平壤赴旅大视察和指导工作。辽东分局副书记萧华于1947年6月到大连视察并代表分局批准地委领导成员名单。
中共充分利用旅大的安定的政治军事环境、近代化工业基础和交通运输的便利条件，建立了一块稳定的后方工业基地，向华东、东北及华北解放战场源源不断的支援大炮弹。旅大的兵工生产是在中共中央军委直接关注下，由东北局和华东局协同筹划，华东局派出干部投入资金（胶东生产，由旅大地委具体领导与组织进行的。旅大地委把支援前线任务当作头等大事来抓，为统一支援前线和当地经济恢复发展工作，于1947年6月，成立了地委财经委员会。这个委员会的书记先后由地委书记韩光、地委副书记李一氓兼任(李同时兼任建新公司政治委员)。地委第二书记刘顺元兼任与财经委员会同时成立的地委群众工作委员会书记，主要精力放在政府工作和发动组织人民群众同国民党反动派的经济封锁作斗争，开展生产自救上面。1947年7月1日建新公司成立时，地委书记韩光亲宣出面与苏联驻军当局交涉，把当时大连几个主要的大型重工业工厂，如大连化学厂、大连机械厂、大连钢铁厂、铸钢厂、锅炉厂、金属厂等从苏军军管改划给大连建新公司。建新公司生产所需的原材料、电力、煤炭及废钢铁也得到苏方的支援。由于大连化学厂、大连钢铁厂原来就在甘井子区，新建立的炮弹加工和总装等厂也设在甘井子区的市郊，并配套个军工企业专用的易爆危险品码头。建新公司1948年初开始大批量生产炮弹，海上运输供应华东战场。大连民政局负责人巴申上校1948年3月16日同旅大地委主要负责同志谈话记录中记载：“巴申同志说：蒋介石和苏联订了中苏条约，结果对他竟无利益，对中共对世界与远东和平反而大大有利；只要外交上说得过去，对敌人无利，对革命有利，我们为什么不做呢?比如军工生产、织布、做(军)鞋等等，我们当然要加强。北满在严重的战争情况下，还在节衣缩食帮助我们粮食、棉花，难道我们在此和平环境下．还不积极帮助他们吗?”:303建新公司在战争期间生产炮弹50万发、引信80万枚、无烟火药450余吨、迫击炮1200余门及各种兵工生产设备，绝大部分供应了华东战场。陈毅司令员给韩光写亲笔信表示感谢。战争期间，大连每年给军队生产被服6万套、棉军服4万套，从1947年2月到1948年底制作军鞋236.5万双，成为东北7个兵工生产基地中最大的一个。
1947年9月间，时任中共旅大地委第二书记、关东公署副主席的刘顺元，被苏联驻军当局以他“不执行苏方政策，工作不力”等理由，要求东北局将他撤出旅大；同时被要求撤出的还有地委常委、关东职工总会主席唐韵超“拒绝执行苏方所提的工资政策”。在大连党的活动史上，历来称之为“刘、唐撤退”。1947年9月25日至10月10日旅大地委召开全体委员会议（“十月会议”）讨论改进中苏双方关系，邀请与旅大地委联络的一位联共党员少校列席。刘顺元参加十月会议后，被东北局调走。韩光根据东北局历次指示精神，结合两年工作实践的体会和会上大多数同志的共同认识，作了总结发言，在中苏关系上着重进行了自我检讨，确定了“协同苏军建设、巩固海军基地，建设我党隐蔽后方，发展生产，安定民生”的正确方针。十月会议后，地委根据东北局及辽东分局的指示．对刘、唐撤退问题进行了专门讨论。旅大地委从刘、唐撤退问题深切地认识到：旅大党组织及党员干部，如果对这个地区的形势、特点、任务和党所应采取的方针政策缺乏明确一致的认识，同苏方关系继续这样下去，实际上是关系到中共能否继续在这里立足的问题。1947年1O月30日旅大地委向辽东分局、东北局的报告中，首先对这个问题承担了主要责任。报告中说：“苏方这一建议的提出，并非偶然的，而是长期的积累……地委一致认为，苏方此举实际上不仅是对两个同志的批评，应看成是对整个地委的。不过表现于两个负主要公开工作同志的身上。因而，地委应负主要责任。” 地委报告认为，中方与苏方关系不好的关键问题是财经问题。苏方认为地委对于旅大经济缺乏长期建设思想与方针，不能很好掌握与运用关东公署这一工具，整顿财政经济工作的混乱。这种混乱就在于各解放区都派人来旅大乱抓军需、民用物资，苏方怀疑地委与其他解放区合作隐瞒他们，将物资免税减税出口而不换东西回来。因此旅大人民生活困苦，地委应负很大责任。针对上述情况，地委表示，今后必须和苏方取得一致，搞好关系，搞好工作，首先搞好财经工作，充分运用关东公署这一工具，发展生产，安定民生。11月24日，关东公署扩大政民联席会议通过，公署副主席刘辛桓辞职，东北局决定韩光继任公署副主席。1983年12月6日大连市党史工作者为了收集、整理中苏在旅大关系的史料，到南京登门访问中顾委委员、原中纪委副书记刘顺元。在场的有刘顺元当时的秘书。访问者把谈话记录带回送存大连市党史工作部门。刘顺元在谈话开头表示，他在大连工作的一段经历“从来不愿意谈，更不给别人写材料。你们要写中苏关系在旅大的历史，很有必要，要以中央的看法为准”。“苏军驻在大连是根据苏联与国民党签订的《中苏友好同盟条约》的规定，属于军管。苏军进驻大连对我军有好处，条约规定不准中国在大连驻扎军队，国民党军队就进不去。国民党虽然在大连公开挂牌子(两个月后被苏军当局取缔)，但苏军不准他们进政权机关，而让我们掌握政权，组织公安局。这对我们党建立根据地很有利。你们应该看到这一点，如果国民党占领大连，恐怕我们党在东北的活动就不那么方便……”“我离开大连后，毛主席、少奇同志跟我谈话．要我以团结为重，以中苏两党、两国的团结为重．以当时出现的社会主义阵营的力量为重，以国际共产主义运动的关系为重，解决好我在大连一段工作的问题。我听了少奇的意见，认识到我在大连的工作，没有领会中央的政策与策略，看得不远、不深，与苏军没有处理好关系……” “苏军在大连的历史总得写。不论中苏关系怎样发展，一个根本的观点不能丢，即苏军进驻大连，对我党开辟东北根据地以及辽沈战役和全国解放．都有着不可低估的作用。大连这个后方可起了不小的作用，总的方面要充分肯定。”:76-78
与“刘、唐撤退”同时，1947年11月29日伊万·伊里奇·柳德尼科夫上将调任列宁格勒军区近卫第10集团军司令，阿法纳西·帕夫兰季耶维奇·别洛博罗多夫继任驻大连的第39集团军司令。
1947年12月，关东公署从旅顺市迁至大连市西岗区斯大林广场1号，统辖大连市、旅顺市、金县、大连县。
是苏联作家亚历山大·尼古拉耶维奇·斯捷潘诺夫撰写的长篇小说《旅顺口》曾获得1943－1944年度斯大林奖金文学奖一等奖。1947年苏联外文书籍出版局翻译出版了中文本，在中国大量发售。
1948年3月间，旅大地委经过认真研究，向苏联驻军最高负责人别洛博罗多夫上将提出一份6000字意见书《关于联共与中共同志在完成巩固苏联海军基地共同任务中的工作关系问题的几点意见》，从政治、经济两个方面，有理有据地提出苏方和中方交往中出现的问题和批评意见。苏联驻军当局于收到意见书的次日，即由大连民政局负责人巴申上校约请旅大地委书记韩光和组织部长、宣传部长袁牧化三人会晤，表示过去双方联系不够密切，尤其是苏联同志未经常主动地找中共地委同志们交换意见，这是不对的；并说苏方应该实行自我批评，也要更多地听取旅大地委同志们的批评，欢迎旅大地委同志们向他们提意见；还提出了进一步加强相互间联系、改进工作关系的具体办法。自此以后双方的关系得到了进一步改善。旅大地委意见书《关于联共与中共同志在完成巩固苏联海军基地共同任务中的工作关系问题的几点意见》和当时旅大地委宣传部长袁牧化整理的“谈话记录”，见1995年大连史志办公室编写的《苏联红军在旅大》一书。
1948年6月在远东军区空军司令斯捷潘·阿基莫维奇·克拉索夫斯基领导下举行大型实兵演习。模拟敌军大规模登陆、大规模轰炸。
1948年7月，一些在旅大工作过或休养过的党的高级干部对旅大地委的工作方针和实行的多项政策有不同的意见，见到大连的干部西装革履，大街上巡逻执勤、指挥交通的共产党警察穿着国民党警察的服装戴着警衔，感觉不舒服，批评大连虽是解放区，可这里没有一点革命的味道，有人挖苦讽刺这里是“三光”“四不像”，即韩光、周光（公安局长）、柳运光；不像苏占区，不像日占区，不像国统区，不像解放区，有人指责大连地委领导“过分强调本地区特点”，“有某些类似闹独立性的表现”等。这些干部到东北局等候分配工作时，东北局应这些人的要求，责成东北局组织部召开了旅大干部座谈会。张闻天到会听取意见，并代表东北局作了重要讲话，针对到会一些同志的不同意见，对旅大地委执行的工作方针表示了看法：“以苏为主是对的。苏方在旅大所实行的方针与我方在那里所执行的基本上是一致的，但在工作方式上应有所不同。十月会议前，各解放区乱抓一把是非常混乱的，这是不对的。各解放区乱抓，这不能说是真正的支援解放区。当时苏军严格管制是完全正确的，目的也就是把生产恢复发展起来。（旅大地区）不实行土改，采取减租减息，在城市保护工商业，停止没收，也是对的。在上层与迟子祥合作，依苏军意见摆个牌位，在策略上讲也很有必要。把生产搞起来，工人生活才有办法。”:289-290东北局派欧阳钦任旅大地委书记；韩光任第一副书记，主管政府工作；李一氓为第二副书记，主管支前和财经工作。欧阳钦于1948年8月到任。
1949年4月1日，旅大各党组织、各企事业单位与政府机构的党员身份正式公开，与群众见面的全地区党的活动分子大会。应邀出席的是与旅大地委领导经常交往的苏军民政局少将负责人并在大会上代表苏方致祝词。
1949年4月27日，关东公署改为旅大行政公署，辖区不变。旅大行署区由此建立，行政公署直属东北人民政府，驻今辽宁省大连市。1945年10月至1949年9月，旅大地区动员、调出57 135人参加解放军。

### 中华人民共和国成立后的旅大地区
1949年初，斯大林派米高扬秘密访问西柏坡的中共中央，转达了斯大林关于旅顺海军基地的处理意见：由于形势的改变，苏联政府已经决定，一旦同日本签订和约，美国从日本撤军，苏联就从旅顺撤军；但如果中共认为苏联军队立即撤出旅顺地区为宜，那么苏联准备满足这一愿望。米高扬还访问了旅大地区。
1949年夏，中华人民共和国的成立尚在筹备期间，中共中央书记处书记刘少奇奉命秘密访问苏联。在苏联期间，刘少奇同斯大林等苏联主要领导人就旅顺问题多次交谈。当时苏共中央内部决定，一旦对日和约签订，美国自日本撤军，苏联也会从旅顺撤军。归国后，刘少奇向中共中央书记处汇报了斯大林和苏联政府的态度，毛泽东感到欣慰。
中华人民共和国成立后，1949年12月，毛泽东率中国政府代表团访问苏联。从12月16日毛泽东抵达莫斯科直到谈判结束，旅顺问题始终是中苏双方会谈及私下交谈的重点话题。1950年2月14日，周恩来、维辛斯基分别代表本国政府在克里姆林宫签署了《中苏友好同盟互助条约》和《关于中国长春铁路、旅顺口及大连的协定》。
1950年6月朝鲜战争爆发后，美国陆海空三军大规模参战，远东地区局势骤然紧张起来。
1950年12月1日撤销旅大行政公署，改设旅大直辖市。
1951年5月，中国人民解放军海军组成一支200多人的潜艇学习队，赴旅顺西港老虎尾苏军潜艇支队学习。队长兼政委傅继泽（华东海军第六舰队参谋长），副队长李克明，副政委刘恒。队部辖业务长、教员、翻译、政工、后勤人员。下设第一(艇长辛福元，政委陈克东，副艇长戚贵峰)、第二（艇长刘蕴苍）、第三（艇长张继业）、第四艇员队。每队包括舰务、航海、声纳、鱼雷、枪炮、机电等业务部门。岸上学习时分为13个业务学习班及岸勤等。
1951年9月8日，美英等国在旧金山与日本签订了《旧金山和约》，同时，美日还签订了《日美安全保障条约》。鉴于抗美援朝战争不可能短期内结束，中国尚无精力建立起一支真正的海军，而协定规定的苏联从旅顺撤军的最后期限1952年末即将到来，1952年3月28日毛泽东致电斯大林提出：“由于非法的美日和平条约，特别是美日安全条约的缔结，我们认为中国政府有根据也有必要请苏联政府让苏军留在旅顺口地区，并在1952年底不撤出旅顺口。”斯大林4月2日回电：“迄今为止，我们一直认为苏军尽快撤出旅顺口完全符合您的愿望。正因为如此，在1950年根据您的愿望缔结条约时已作出决定：即使不缔结对日全面和平条约，苏军也不迟于1952年底撤出旅顺口。您3月28日电报提出的问题就完全不同了。您现在抛开条约而认为苏军应不定期和在1952年以后留在旅顺口，说是因为日美缔结和平条约而使情况发生了变化。如果您坚持这一点，则我们同意满足您的要求。但这里必须注意，这种违约应合理地向外界提出论据，以免得出印象，认为是苏联作出这样的决定来束缚您。可能需要缔结新的旅顺口条约。关于这一切，应当同您或您的代表团进行谈判。”1952年8月周恩来率中国政府代表团再度访问苏联，讨论中国的经济发展计划和朝鲜战争问题。会谈中斯大林指出，延长共同使用旅顺海军基地期限的倡议应由中方提出。我们在那里是客人，而客人是不提这种问题的。于是，周恩来建议以互换照会的方式，由中国政府向苏联提出相应的请求。9月15日，中苏交换了《关于延长共同使用中国旅顺口海军基地期限的换文》。中国的照会在陈述了理由后，请求苏联政府同意“延长中苏关于旅顺口协定第二款中规定的苏军撤出旅顺口的期限，共同利用中国旅顺口海军军事基地，直至中华人民共和国与日本，以及苏联与日本签署和平条约”。
1951年11月19日，为了统一领导大连、旅顺口地区的防空、情报、战争动员、兵役征集、复员安置及民兵工作，经中央军委批准，东北军区下达队政字第65号命令，决定成立中国人民解放军东北军区旅大军事部。军事部部长夏德胜。1952年1月11日，东北局与东北军区联合发布《关于旅大军事部任务、组织、关系的决定》，规定旅大军事部隶属东北军区，下辖旅顺市、金县、长海县人民武装部。1953年5月13日，东北军区奉中央人民政府人民革命军事委员会命令，将旅大军事部改为旅大警备司令部，隶属东北军区，下辖旅顺市、金县、长海县人民武装部。警备司令部司令员空缺，政委欧阳钦（兼）/1954年10月郭述申兼，第一副司令员陈美福，第二副司令员兼参谋长夏德胜，副政委兼政治部主任曾祥煌。1954年1月，旅大警备司令部改编为旅大警备区。1954年4月，旅大市公安总队合并于旅大警备区。1956年5月，撤消旅大警备司令部，所属的兵役局改编为旅大市兵役局，隶属于辽宁省军区。 
1953年2月22日，周恩来率中国政府代表团飞抵旅大市，慰问驻旅顺口地区苏军部队。同日下午，周恩来出席庆祝苏联建军35周年、慰问旅顺口地区苏军部队大会，并在会上发表讲话说：“中国人民曾以十分关切的心情注视着苏联军队所走过的艰辛的、英雄的、从胜利走向胜利的道路”，“苏联军队在击败日本帝国主义的斗争中给予中国人民的巨大援助，中国人民将永志不忘”。“旅顺口地区在历史上是帝国主义者进攻中国东北的桥头堡，是具有战略意义的地区。在目前的形势下，苏联军队驻在旅顺口地区，对于制止和打击帝国主义的任何侵略阴谋，都具有头等重要的意义”。会上，周恩来代表毛泽东将锦旗和纪念章授予苏军将士。次日，周恩来向旅大市苏军烈士纪念塔敬献花圈。
1953年5月18日瓦西里·伊万诺维奇·什维佐夫上将继任第39集团军司令。

### 1955年中苏交接旅大防务
1954年10月12日在中南海颐年堂签署了《关于中苏会谈的公报》和《关于旅顺口海军根据地问题的联合公报》。《联合公报》称：“鉴于朝鲜战争停止和印度支那和平恢复以来远东国际形势所起的变化，并且注意到中华人民共和国国防力量的巩固和根据两国间已经建立的日趋巩固的友好合作关系，现议定苏联军队自共同使用的旅顺口海军根据地撤出，并将该地区的设备无偿地移交中华人民共和国政府”，“苏联军队的撤退和旅顺口海军根据地地区的设备移交中华人民共和国政府，应于1955年5月31日前完成。”中苏两国政府代表周恩来、米高扬在北京签署了《关于苏联军队自旅顺海军根据地撤退，并交由中华人民共和国完全支配的协定》。毛泽东、刘少奇、朱德、赫鲁晓夫、布尔加宁等两国领导人出席了签字仪式。赫鲁晓夫、布尔加宁、米高扬等人在回国途中于10月13日到旅顺海军基地视察。国务院、中央军委随即召开会议，研究部署接收苏军防务暨驻旅海军部队组建事宜。
对口接收。
1955年5月24日下午4时，中苏联合军事委员会在旅顺苏军司令部举行会议，签署了最后议定书，确定驻旅顺口地区的苏联军队将在1955年5月31日以前全部撤离回国。5月25日至27日，苏联驻军指挥机关及陆、海、空三军约12万人分批撤离。1955年5月26日，曾绍山副司令员在欢送苏军大会上讲话。

### 组建旅大防卫区

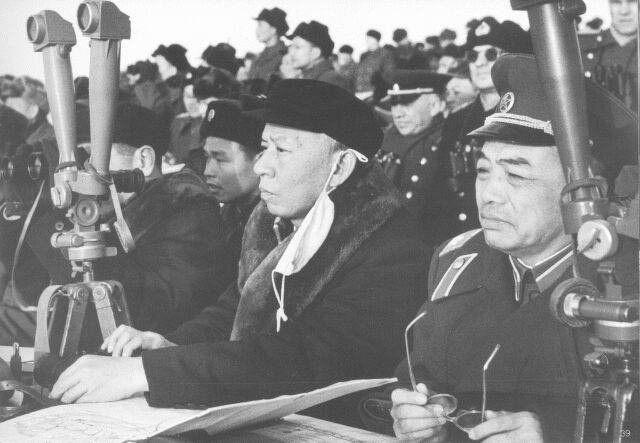
辽东半岛军事大演习中，观摩演习的刘少奇和彭德怀。

1955年9月29日经中央批准成立旅大防卫区。